# Copit
Copit S.p.A., acronimo di Consorzio pistoiese trasporti, è la società per azioni che ha gestito il trasporto pubblico locale nella città di Pistoia e provincia fino al 31 ottobre 2021. Nata il 1º gennaio 1969 dallo scioglimento della Cooperativa SACA, si è costituita nella forma di S.p.A. nel 2000, con capitale pubblico e privato. Gli azionisti sono i 15 Comuni del pistoiese in cui Copit S.p.A. opera. Il 30% della Copit è detenuto dalla CTT Nord.

## Consorzi
Dal 2005, in seguito alla decisione della regione di assegnare il trasporto pubblico locale ad un unico gestore per ciascuno dei 14 lotti istituiti, partecipa ai seguenti consorzi:
- Blubus s.c.a.r.l. (provincia di Pistoia)
- Piùbus s.c.a.r.l. (area di Empoli)

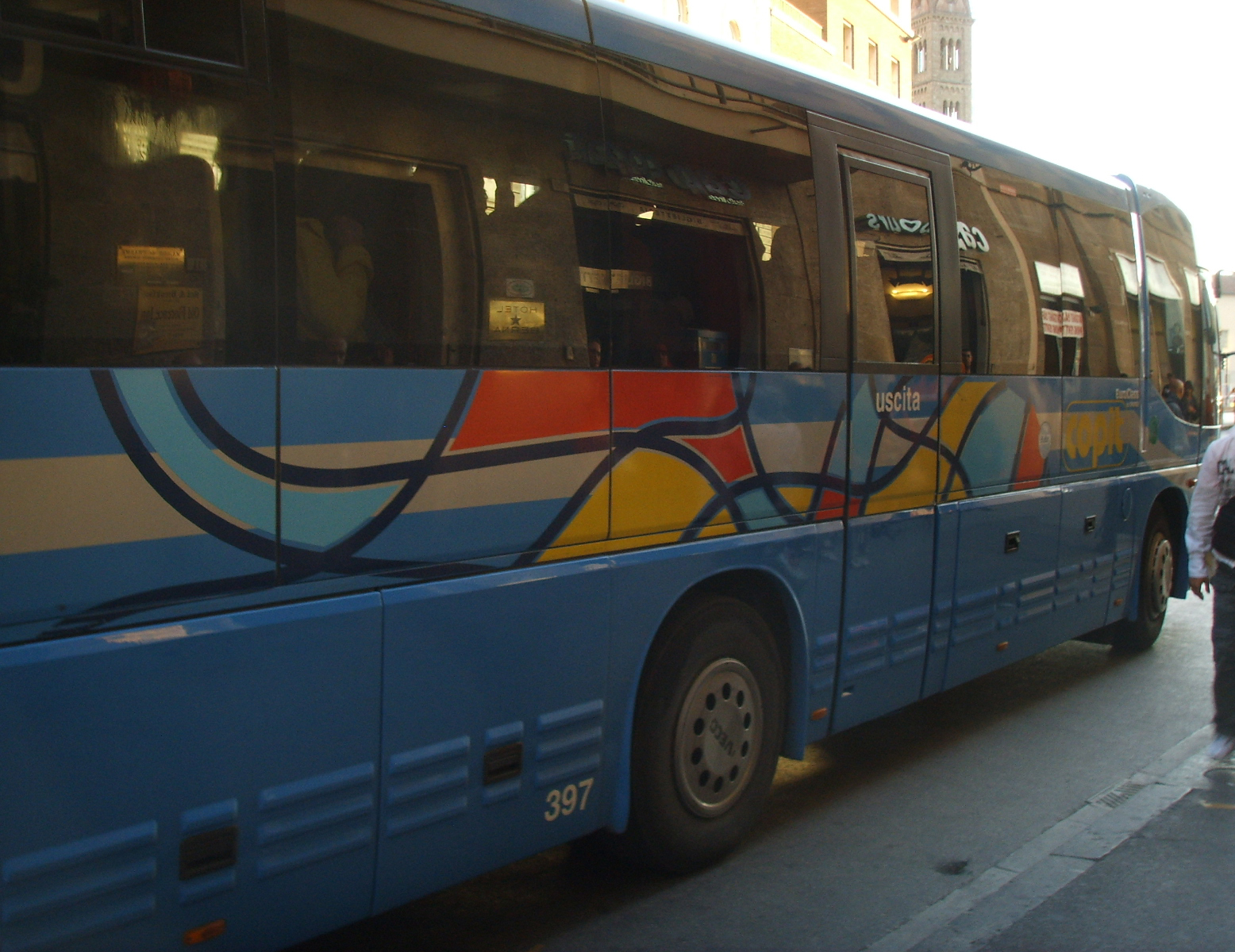
Autobus extraurbano della Copit a Firenze

## Flotta
Nel 2005 la flotta era costituita da 62 autobus urbani, 17 suburbani e 80 interurbani.

## Servizi aggiuntivi
Oltre al trasporto pubblico, Copit S.p.A. gestisce svariati parcheggi a pagamento a Pistoia, Quarrata e San Marcello Pistoiese. È attivo il servizio di noleggio di autobus, con o senza conducente. L'azienda inoltre offre viaggi organizzati, servizi sostitutivi di taxi e di spedizione di bagagli.